# Nhân tố bí ẩn (mùa 1)
Nhân tố bí ẩn 2014 là mùa 1 của chương trình Nhân tố bí ẩn do Đài Truyền hình Việt Nam và công ty Cát Tiên Sa phối hợp sản xuất, được phát sóng từ ngày 30 tháng 3 đến 19 tháng 10 năm 2014 trên kênh VTV3.
Ngày 19/10/2014, trong đêm chung kết xếp hạng của chương trình, thí sinh Giang Hồng Ngọc đã vượt qua hai đối thủ còn lại là nhóm O-plus và nhóm F-band để trở thành quán quân của chương trình với tỉ lệ bình chọn của khán giả là 41,82%, trở thành Nhân tố bí ẩn mùa đầu tiên.

## Vòng Hội ngộ
Sau khi vượt qua các vòng pre-cast trên khắp các tỉnh thành trong cả nước, các thí sinh được chọn sẽ được tập hợp về thành phố Hồ Chí Minh để tham gia vòng thi Hội ngộ. Tại vòng thi này, các thí sinh hoặc nhóm thí sinh sẽ trình bày 1 bài hát tự chọn (có nhạc đệm) trước 4 giám khảo chính của chương trình. Nếu được từ 3 giám khảo đồng ý trở lên, thí sinh hoặc nhóm thí sinh sẽ được đi tiếp vào vòng sau, ngược lại họ sẽ bị loại.

#### Tập 1 (30/03/2014)
Giám khảo đồng ý cho thí sinh đi tiếp vào vòng trong
     Giám khảo không đồng ý cho thí sinh đi tiếp vào vòng trong
| Thứ tự | Thí sinh Nhóm thí sinh           | Bài hát dự thi (Sáng tác)                                    | Kết quả của 4 giám khảo | Kết quả của 4 giám khảo | Kết quả của 4 giám khảo | Kết quả của 4 giám khảo |
| Thứ tự | Thí sinh Nhóm thí sinh           | Bài hát dự thi (Sáng tác)                                    | Đàm Vĩnh Hưng           | Hồ Quỳnh Hương          | Hồ Ngọc Hà              | Dương Khắc Linh         |
| ------ | -------------------------------- | ------------------------------------------------------------ | ----------------------- | ----------------------- | ----------------------- | ----------------------- |
| 1      | Nguyễn Hồng Phương               | Xa (Phương Uyên)                                             | ĐỒNG Ý                  | ĐỒNG Ý                  | ĐỒNG Ý                  | ĐỒNG Ý                  |
| 2      | Trần Thủy Ngọc Hân               | Part of your world (Alan Menken, Howard Ashman)              | ĐỒNG Ý                  | ĐỒNG Ý                  | ĐỒNG Ý                  | ĐỒNG Ý                  |
| 3      | Nhóm The six                     | Lady Gaga medley (Lady Gaga)                                 | ĐỒNG Ý                  | ĐỒNG Ý                  | KHÔNG ĐỒNG Ý            | ĐỒNG Ý                  |
| 4      | Công Văn Dương                   | Bức thư tình đầu tiên (Đỗ Bảo)                               | ĐỒNG Ý                  | ĐỒNG Ý                  | ĐỒNG Ý                  | ĐỒNG Ý                  |
| 5      | Nguyễn Bảo Long                  | It will rain (Bruno Mars, Philip Lawrence, Ari Levine)       | ĐỒNG Ý                  | ĐỒNG Ý                  | ĐỒNG Ý                  | ĐỒNG Ý                  |
| 6      | Hà Thị My                        | Yêu mình anh (Dada)                                          | ĐỒNG Ý                  | ĐỒNG Ý                  | ĐỒNG Ý                  | KHÔNG ĐỒNG Ý            |
| 7      | Phùng Gia Dương                  | Hallelujah (Leonard Cohen)                                   | KHÔNG ĐỒNG Ý            | KHÔNG ĐỒNG Ý            | KHÔNG ĐỒNG Ý            | KHÔNG ĐỒNG Ý            |
| 8      | Thanh Nguyên                     | Ave Maria (Schubert)                                         | KHÔNG ĐỒNG Ý            | KHÔNG ĐỒNG Ý            | KHÔNG ĐỒNG Ý            | KHÔNG ĐỒNG Ý            |
| 9      | Châu Vĩnh Tài                    | Dệt tầm gai (Ngọc Đại)                                       | KHÔNG ĐỒNG Ý            | KHÔNG ĐỒNG Ý            | KHÔNG ĐỒNG Ý            | KHÔNG ĐỒNG Ý            |
| 10     | Lê Tích Kỳ                       | Wait (Nhóm Oringchains)                                      | ĐỒNG Ý                  | ĐỒNG Ý                  | ĐỒNG Ý                  | ĐỒNG Ý                  |
| 11     | Lê Việt Đăng Khoa                | You and I (Lady Gaga, Stefani Germanotta)                    | ĐỒNG Ý                  | ĐỒNG Ý                  | KHÔNG ĐỒNG Ý            | ĐỒNG Ý                  |
| 12     | Sử Duy Vương                     | She's gone (Miljenko Matijevic)                              | ĐỒNG Ý                  | ĐỒNG Ý                  | ĐỒNG Ý                  | ĐỒNG Ý                  |
| 13     | Nhóm The Mystique                | Em kể anh nghe (Nguyễn Hải Phong)                            | ĐỒNG Ý                  | ĐỒNG Ý                  | ĐỒNG Ý                  | ĐỒNG Ý                  |
| 14     | Trần Quang Đại                   | Về đâu mái tóc người thương (Hoài Linh)                      | ĐỒNG Ý                  | ĐỒNG Ý                  | ĐỒNG Ý                  | ĐỒNG Ý                  |
| 15     | Nguyễn Thị Huyền Minh (Anh Thúy) | It's all coming back to me now (Jim Steinman)                | ĐỒNG Ý                  | ĐỒNG Ý                  | ĐỒNG Ý                  | ĐỒNG Ý                  |
| 16     | Nhóm The zoo                     | Macarena (Rafael Ruiz Perdigones, Antonio Romero Monge, SWK) | ĐỒNG Ý                  | ĐỒNG Ý                  | ĐỒNG Ý                  | ĐỒNG Ý                  |

#### Tập 2 (13/04/2014)
Giám khảo đồng ý cho thí sinh đi tiếp vào vòng trong
     Giám khảo không đồng ý cho thí sinh đi tiếp vào vòng trong
| Thứ tự | Thí sinh Nhóm thí sinh | Bài hát dự thi (Sáng tác)                                                          | Kết quả của 4 giám khảo | Kết quả của 4 giám khảo | Kết quả của 4 giám khảo | Kết quả của 4 giám khảo |
| Thứ tự | Thí sinh Nhóm thí sinh | Bài hát dự thi (Sáng tác)                                                          | Đàm Vĩnh Hưng           | Hồ Quỳnh Hương          | Hồ Ngọc Hà              | Dương Khắc Linh         |
| ------ | ---------------------- | ---------------------------------------------------------------------------------- | ----------------------- | ----------------------- | ----------------------- | ----------------------- |
| 1      | Phạm Toàn Thắng        | Muốn yêu (Phạm Toàn Thắng)                                                         | ĐỒNG Ý                  | ĐỒNG Ý                  | ĐỒNG Ý                  | ĐỒNG Ý                  |
| 2      | Phạm Chí Thành (†)     | Anh (Xuân Phương)                                                                  | ĐỒNG Ý                  | ĐỒNG Ý                  | ĐỒNG Ý                  | ĐỒNG Ý                  |
| 3      | Nguyễn Thùy Dương      | Try (Ben West, Busbee)                                                             | ĐỒNG Ý                  | ĐỒNG Ý                  | ĐỒNG Ý                  | ĐỒNG Ý                  |
| 4      | Lê Thị Chinh           | Còn thương rau đắng mọc sau hè (Bắc Sơn)                                           | ĐỒNG Ý                  | ĐỒNG Ý                  | ĐỒNG Ý                  | ĐỒNG Ý                  |
| 5      | Quang Tuấn             | Dù có cách xa (Đinh Mạnh Ninh)                                                     | ĐỒNG Ý                  | ĐỒNG Ý                  | ĐỒNG Ý                  | KHÔNG ĐỒNG Ý            |
| 6      | Ái Như                 | Price tag (Jessica Cornish, Lukasz Gottwald, Claude Kelly, Bobby Ray Simmons, Jr.) | ĐỒNG Ý                  | ĐỒNG Ý                  | KHÔNG ĐỒNG Ý            | ĐỒNG Ý                  |
| 7      | Nhóm 21st century      | Em sẽ là giấc mơ (Lưu Thiên Hương)                                                 | ĐỒNG Ý                  | ĐỒNG Ý                  | ĐỒNG Ý                  | ĐỒNG Ý                  |
| 8      | Khương Hoàn Mỹ         | Turn your face (Steve Mac, Priscilla Renea)                                        | ĐỒNG Ý                  | ĐỒNG Ý                  | ĐỒNG Ý                  | ĐỒNG Ý                  |
| 9      | Đặng Kim Cương         | Nỗi nhớ cao nguyên (Tuấn Cello)                                                    | ĐỒNG Ý                  | KHÔNG ĐỒNG Ý            | KHÔNG ĐỒNG Ý            | ĐỒNG Ý                  |
| 10     | Phan Văn Hiệp          | Đánh mất (Hoàng Hiệp)                                                              | KHÔNG ĐỒNG Ý            | KHÔNG ĐỒNG Ý            | KHÔNG ĐỒNG Ý            | KHÔNG ĐỒNG Ý            |
| 11     | ?                      | Ánh trăng nói hộ lòng tôi (Ông Thanh Khê, Lời: Tôn Nghi)                           | KHÔNG ĐỒNG Ý            | KHÔNG ĐỒNG Ý            | KHÔNG ĐỒNG Ý            | KHÔNG ĐỒNG Ý            |
| 12     | ?                      | Dì ghẻ con chồng (Hồng Xương Long)                                                 | KHÔNG ĐỒNG Ý            | KHÔNG ĐỒNG Ý            | KHÔNG ĐỒNG Ý            | KHÔNG ĐỒNG Ý            |
| 13     | Lê Anh Lai             | Si mê một cô bé (Nhạc Hàn Quốc Lời Việt: Tuấn Anh)                                 | KHÔNG ĐỒNG Ý            | KHÔNG ĐỒNG Ý            | KHÔNG ĐỒNG Ý            | KHÔNG ĐỒNG Ý            |
| 14     | Đinh Quốc Anh Huy      | Cheating (John Newman, Emily Phillips)                                             | ĐỒNG Ý                  | ĐỒNG Ý                  | ĐỒNG Ý                  | ĐỒNG Ý                  |
| 15     | Bùi Caroon             | If I were a boy (BC Jean, Toby Gad)                                                | ĐỒNG Ý                  | ĐỒNG Ý                  | ĐỒNG Ý                  | ĐỒNG Ý                  |
| 16     | Nhóm O-plus            | I swear (Gary Baker, Frank J. Myers)                                               | ĐỒNG Ý                  | ĐỒNG Ý                  | ĐỒNG Ý                  | ĐỒNG Ý                  |

#### Tập 3 (20/04/2014)
Giám khảo đồng ý cho thí sinh đi tiếp vào vòng trong
     Giám khảo không đồng ý cho thí sinh đi tiếp vào vòng trong
| Thứ tự | Thí sinh Nhóm thí sinh | Bài hát dự thi (Sáng tác)                                   | Kết quả của 4 giám khảo | Kết quả của 4 giám khảo | Kết quả của 4 giám khảo | Kết quả của 4 giám khảo |
| Thứ tự | Thí sinh Nhóm thí sinh | Bài hát dự thi (Sáng tác)                                   | Đàm Vĩnh Hưng           | Hồ Quỳnh Hương          | Hồ Ngọc Hà              | Dương Khắc Linh         |
| ------ | ---------------------- | ----------------------------------------------------------- | ----------------------- | ----------------------- | ----------------------- | ----------------------- |
| 1      | Nhóm It's time         | Chỉ cần tình yêu (Nhóm It's time)                           | ĐỒNG Ý                  | ĐỒNG Ý                  | ĐỒNG Ý                  | ĐỒNG Ý                  |
| 2      | Phạm Uyên Nguyên       | Ain't no sunshine (Bill Withers)                            | ĐỒNG Ý                  | KHÔNG ĐỒNG Ý            | ĐỒNG Ý                  | ĐỒNG Ý                  |
| 3      | Trần Nguyễn Tùng Anh   | Nơi nào có em (Tiên Cookie)                                 | ĐỒNG Ý                  | ĐỒNG Ý                  | ĐỒNG Ý                  | ĐỒNG Ý                  |
| 4      | Cindy V                | Bang bang (Nhạc Pháp Lời Việt: Phạm Duy)                    | ĐỒNG Ý                  | KHÔNG ĐỒNG Ý            | ĐỒNG Ý                  | ĐỒNG Ý                  |
| 5      | Bùi Khánh Bình         | Sông quê (Đinh Trầm Ca)                                     | ĐỒNG Ý                  | ĐỒNG Ý                  | ĐỒNG Ý                  | ĐỒNG Ý                  |
| 6      | Đồng Thủy Tiên         | Lady Marmalade (Bob Crewe, Kenny Nolan)                     | KHÔNG ĐỒNG Ý            | KHÔNG ĐỒNG Ý            | KHÔNG ĐỒNG Ý            | KHÔNG ĐỒNG Ý            |
| 7      | Nhóm X-file            | Nắng chờ (Nguyễn Hoàng Anh Minh)                            | ĐỒNG Ý                  | ĐỒNG Ý                  | ĐỒNG Ý                  | ĐỒNG Ý                  |
| 8      | Hoàng Thị Thu Hà       | Chờ người nơi ấy (Huy Tuấn)                                 | ĐỒNG Ý                  | ĐỒNG Ý                  | ĐỒNG Ý                  | ĐỒNG Ý                  |
| 9      | Phan Hằng My           | Ngày nắng (Bùi Bảo Anh)                                     | ĐỒNG Ý                  | ĐỒNG Ý                  | ĐỒNG Ý                  | ĐỒNG Ý                  |
| 10     | Trần Phương Ly         | Đồng xanh (Dương Khắc Linh)                                 | ĐỒNG Ý                  | ĐỒNG Ý                  | ĐỒNG Ý                  | ĐỒNG Ý                  |
| 11     | Nguyễn Pha Lê          | Le temps des cathédrales (Richard Cocciante, Luc Plamondon) | ĐỒNG Ý                  | ĐỒNG Ý                  | ĐỒNG Ý                  | KHÔNG ĐỒNG Ý            |
| 12     | Nguyễn Đình Nguyên     | Delilah (Les Reed, Barry Mason, Sylvan Whittingham)         | ĐỒNG Ý                  | ĐỒNG Ý                  | ĐỒNG Ý                  | KHÔNG ĐỒNG Ý            |
| 13     | Lâm Ngọc Đức           | Anh còn nợ em (Anh Bằng, Phan Thành Tài)                    | ĐỒNG Ý                  | ĐỒNG Ý                  | ĐỒNG Ý                  | ĐỒNG Ý                  |
| 14     | Giang Hồng Ngọc        | Đừng ngoảnh lại (Lưu Hương Giang)                           | ĐỒNG Ý                  | ĐỒNG Ý                  | ĐỒNG Ý                  | ĐỒNG Ý                  |

#### Tập 4 (27/04/2014)
Giám khảo đồng ý cho thí sinh đi tiếp vào vòng trong
     Giám khảo không đồng ý cho thí sinh đi tiếp vào vòng trong
| Thứ tự | Thí sinh Nhóm thí sinh      | Bài hát dự thi (Sáng tác)                                                   | Kết quả của 4 giám khảo | Kết quả của 4 giám khảo | Kết quả của 4 giám khảo | Kết quả của 4 giám khảo |
| Thứ tự | Thí sinh Nhóm thí sinh      | Bài hát dự thi (Sáng tác)                                                   | Đàm Vĩnh Hưng           | Hồ Quỳnh Hương          | Hồ Ngọc Hà              | Dương Khắc Linh         |
| ------ | --------------------------- | --------------------------------------------------------------------------- | ----------------------- | ----------------------- | ----------------------- | ----------------------- |
| 1      | Phạm Đình Thái Ngân         | Amazing grace (John Newton)                                                 | ĐỒNG Ý                  | ĐỒNG Ý                  | ĐỒNG Ý                  | ĐỒNG Ý                  |
| 2      | Trần Duy Hải                | Ngũ hành sơn (Phó Đức Phương)                                               | ĐỒNG Ý                  | ĐỒNG Ý                  | KHÔNG ĐỒNG Ý            | ĐỒNG Ý                  |
| 3      | Nhóm FB Boiz                | Câu chuyện của tôi (Nhóm FB Boiz)                                           | ĐỒNG Ý                  | ĐỒNG Ý                  | ĐỒNG Ý                  | ĐỒNG Ý                  |
| 4      | Trần Thu Hường              | Phố không mùa (Dương Trường Giang)                                          | ĐỒNG Ý                  | ĐỒNG Ý                  | ĐỒNG Ý                  | ĐỒNG Ý                  |
| 5      | Trần Hoàng Yến              | Born this way (Lady Gaga, Frenando Garibay, Jeppe Laursen, DJ White Shadow) | ĐỒNG Ý                  | ĐỒNG Ý                  | ĐỒNG Ý                  | KHÔNG ĐỒNG Ý            |
| 6      | Phạm Thị Hà Vân             | Còn thương rau đắng mọc sau hè (Bắc Sơn)                                    | ĐỒNG Ý                  | ĐỒNG Ý                  | ĐỒNG Ý                  | ĐỒNG Ý                  |
| 7      | Tiêu Chấn Huy               | Umbreak my heart (Danie Warren)                                             | ĐỒNG Ý                  | KHÔNG ĐỒNG Ý            | KHÔNG ĐỒNG Ý            | KHÔNG ĐỒNG Ý            |
| 8      | Nguyễn Thu Phượng           | Nothing compares to you (Prince)                                            | ĐỒNG Ý                  | ĐỒNG Ý                  | ĐỒNG Ý                  | ĐỒNG Ý                  |
| 9      | Nguyễn Minh Ngọc            | I can't let go (Marc Shaiman, Scott Wittman)                                | ĐỒNG Ý                  | ĐỒNG Ý                  | ĐỒNG Ý                  | ĐỒNG Ý                  |
| 10     | Nguyễn Thanh Thảo My        | The climb (Jessi Alexander, Jon Mabe)                                       | ĐỒNG Ý                  | ĐỒNG Ý                  | ĐỒNG Ý                  | ĐỒNG Ý                  |
| 11     | Phạm Thị Đan Trang          | Listen (Henry Krieger, Scott Cutler, Anne, Beyoncé Knowles)                 | ĐỒNG Ý                  | ĐỒNG Ý                  | ĐỒNG Ý                  | ĐỒNG Ý                  |
| 12     | Sevinch Orujova Fagradinova | At last (Richard Cocciante, Luc Plamondon)                                  | ĐỒNG Ý                  | ĐỒNG Ý                  | ĐỒNG Ý                  | ĐỒNG Ý                  |
| 13     | Nhóm F-band                 | Mercy-Đừng lừa dối (Duffy, Steve Booker- Chu Minh Ký)                       | ĐỒNG Ý                  | ĐỒNG Ý                  | ĐỒNG Ý                  | ĐỒNG Ý                  |

## Vòng Bootcamp 1 (Tranh đấu 1)
Sau khi đã được giám khảo đồng ý vượt qua vòng thi Hội ngộ, các thí sinh sẽ tiếp tục bước vào vòng Tranh đấu 1. Ở vòng thi này, BTC sẽ chia các thí sinh và nhóm thí sinh thành các cặp đấu với nhau (có thể 2, có thể 3 thí sinh hoặc nhóm thí sinh cùng đối đầu với nhau một lượt). Mỗi thí sinh hoặc nhóm thí sinh sẽ trình diễn 1 tiết mục có nhạc đệm trước 4 giám khảo chính của chương trình. Các giám khảo có quyền chọn tất cả các thí sinh hoặc nhóm thí sinh trong 1 trận đấu, có thể chỉ chọn 1 thí sinh hoặc nhóm thí sinh, có thể chọn 2/3 thí sinh hoặc nhóm thí sinh (nếu đó là trận đấu 3) hoặc cũng có thể không chọn thí sinh hoặc nhóm thí sinh nào trong trận đấu đó. Kết quả lựa chọn đi tiếp hay bị loại được xác định bởi sự biểu quyết của 4 giám khảo. Luật biểu quyết giống như vòng Hội ngộ. Sau vòng Tranh đấu 1, BGK đã lựa chọn ra được 44 thí sinh (nhóm thí sinh) để bước vào vòng Tranh đấu 2.

#### Tập 1 (18/05/2014)
Giám khảo đồng ý cho thí sinh đi tiếp vào vòng trong
     Giám khảo không đồng ý cho thí sinh đi tiếp vào vòng trong
| Thứ tự | Thí sinh Nhóm thí sinh | Bài hát dự thi (Sáng tác)                                     | Kết quả của 4 giám khảo | Kết quả của 4 giám khảo | Kết quả của 4 giám khảo | Kết quả của 4 giám khảo |
| Thứ tự | Thí sinh Nhóm thí sinh | Bài hát dự thi (Sáng tác)                                     | Đàm Vĩnh Hưng           | Hồ Quỳnh Hương          | Hồ Ngọc Hà              | Dương Khắc Linh         |
| ------ | ---------------------- | ------------------------------------------------------------- | ----------------------- | ----------------------- | ----------------------- | ----------------------- |
| 1      | Nhóm In passion        | Hey boy (Đỗ Hiếu)                                             | ĐỒNG Ý                  | ĐỒNG Ý                  | ĐỒNG Ý                  | ĐỒNG Ý                  |
| 1      | Nhóm 21st century      | Tìm (Hoàng Tôn, Khắc Hưng)                                    | KHÔNG ĐỒNG Ý            | KHÔNG ĐỒNG Ý            | KHÔNG ĐỒNG Ý            | ĐỒNG Ý                  |
|        |                        |                                                               |                         |                         |                         |                         |
| 2      | Nguyễn Duy Anh         | Bỏ mặc (Nguyễn Duy Anh)                                       | ĐỒNG Ý                  | ĐỒNG Ý                  | ĐỒNG Ý                  | ĐỒNG Ý                  |
| 2      | Phạm Toàn Thắng        | Vẽ (Phạm Toàn Thắng)                                          | ĐỒNG Ý                  | ĐỒNG Ý                  | ĐỒNG Ý                  | ĐỒNG Ý                  |
|        |                        |                                                               |                         |                         |                         |                         |
| 3      | Bùi Công Nam           | Tát nước đầu đình (Y Vân)                                     | ĐỒNG Ý                  | ĐỒNG Ý                  | ĐỒNG Ý                  | ĐỒNG Ý                  |
| 3      | Bùi Caroon             | Thuở ấy có em (Huỳnh Anh)                                     | ĐỒNG Ý                  | ĐỒNG Ý                  | ĐỒNG Ý                  | ĐỒNG Ý                  |
|        |                        |                                                               |                         |                         |                         |                         |
| 4      | Huy Toàn               | Like a rose (Ben Adams)                                       | KHÔNG ĐỒNG Ý            | ĐỒNG Ý                  | KHÔNG ĐỒNG Ý            | ĐỒNG Ý                  |
| 4      | Quang Tuấn             | Góc tối (Nguyễn Hải Phong)                                    | KHÔNG ĐỒNG Ý            | KHÔNG ĐỒNG Ý            | KHÔNG ĐỒNG Ý            | KHÔNG ĐỒNG Ý            |
| 4      | Ngô Thế Phương         | Ba kể con nghe (Nguyễn Hải Phong)                             | ĐỒNG Ý                  | ĐỒNG Ý                  | ĐỒNG Ý                  | ĐỒNG Ý                  |
|        |                        |                                                               |                         |                         |                         |                         |
| 5      | Phạm Uyên Nguyên       | Người em đã yêu (Thành Vương)                                 | ĐỒNG Ý                  | ĐỒNG Ý                  | ĐỒNG Ý                  | ĐỒNG Ý                  |
| 5      | Trần Thu Hường         | Trống vắng (Quốc Hùng)                                        | ĐỒNG Ý                  | ĐỒNG Ý                  | KHÔNG ĐỒNG Ý            | ĐỒNG Ý                  |
|        |                        |                                                               |                         |                         |                         |                         |
| 6      | Nhóm Ayor              | My heart will go on (James Horner, Will Jennings)             | ĐỒNG Ý                  | ĐỒNG Ý                  | ĐỒNG Ý                  | ĐỒNG Ý                  |
| 6      | Nhóm X-file            | Because we believe (Andrea Bocelli, David Foster, Amy Foster) | ĐỒNG Ý                  | ĐỒNG Ý                  | ĐỒNG Ý                  | ĐỒNG Ý                  |
|        |                        |                                                               |                         |                         |                         |                         |
| 7      | Hải Triều              | Set fire to the rain (Adele Adkins, Fraser T Smith)           | KHÔNG ĐỒNG Ý            | KHÔNG ĐỒNG Ý            | KHÔNG ĐỒNG Ý            | KHÔNG ĐỒNG Ý            |
| 7      | Hoàng Triều            | Lời yêu nào (Đinh Mạnh Ninh)                                  | ĐỒNG Ý                  | ĐỒNG Ý                  | KHÔNG ĐỒNG Ý            | ĐỒNG Ý                  |
|        |                        |                                                               |                         |                         |                         |                         |
| 8      | Trần Nguyễn Tùng Anh   | Một lần được yêu (Nhạc Hàn Quốc Lời Việt: Tuấn Hưng)          | ĐỒNG Ý                  | KHÔNG ĐỒNG Ý            | ĐỒNG Ý                  | ĐỒNG Ý                  |
| 8      | Công Văn Dương         | Mây (Đỗ Bảo)                                                  | KHÔNG ĐỒNG Ý            | KHÔNG ĐỒNG Ý            | KHÔNG ĐỒNG Ý            | KHÔNG ĐỒNG Ý            |
|        |                        |                                                               |                         |                         |                         |                         |
| 9      | Ái Như                 | Đường cong (Nguyễn Hải Phong)                                 | ĐỒNG Ý                  | KHÔNG ĐỒNG Ý            | KHÔNG ĐỒNG Ý            | ĐỒNG Ý                  |
| 9      | Trần Hoàng Yến         | Hãy thứ tha cho em (Dương Khắc Linh, Hoàng Huy Long)          | ĐỒNG Ý                  | ĐỒNG Ý                  | ĐỒNG Ý                  | ĐỒNG Ý                  |
| 9      | Cindy V                | We found love (Calvin Harris)                                 | KHÔNG ĐỒNG Ý            | KHÔNG ĐỒNG Ý            | KHÔNG ĐỒNG Ý            | KHÔNG ĐỒNG Ý            |
|        |                        |                                                               |                         |                         |                         |                         |
| 10     | Lê Tích Kỳ             | Bão đêm (Nhóm Microwave)                                      | ĐỒNG Ý                  | ĐỒNG Ý                  | ĐỒNG Ý                  | ĐỒNG Ý                  |
| 10     | Nguyễn Bảo Long        | Tình về nơi đâu (Thanh Bùi)                                   | ĐỒNG Ý                  | ĐỒNG Ý                  | ĐỒNG Ý                  | ĐỒNG Ý                  |
|        |                        |                                                               |                         |                         |                         |                         |
| 11     | Nhóm FB Boiz           | Wanna be a star (Nhóm FB Boiz)                                | ĐỒNG Ý                  | ĐỒNG Ý                  | ĐỒNG Ý                  | ĐỒNG Ý                  |
| 11     | Nhóm O-plus            | Chờ người nơi ấy (Huy Tuấn, Hà Quang Minh)                    | ĐỒNG Ý                  | ĐỒNG Ý                  | ĐỒNG Ý                  | ĐỒNG Ý                  |
|        |                        |                                                               |                         |                         |                         |                         |
| 12     | Giang Hồng Ngọc        | Ngại ngùng (Lưu Thiên Hương)                                  | ĐỒNG Ý                  | ĐỒNG Ý                  | ĐỒNG Ý                  | ĐỒNG Ý                  |
| 12     | Nguyễn Thùy Dương      | Cô đơn mình em (Phương Uyên)                                  | ĐỒNG Ý                  | ĐỒNG Ý                  | ĐỒNG Ý                  | ĐỒNG Ý                  |

#### Tập 2 (25/05/2014)
Giám khảo đồng ý cho thí sinh đi tiếp vào vòng trong
     Giám khảo không đồng ý cho thí sinh đi tiếp vào vòng trong
| Thứ tự | Thí sinh Nhóm thí sinh      | Bài hát dự thi (Sáng tác)                                                             | Kết quả của 4 giám khảo | Kết quả của 4 giám khảo | Kết quả của 4 giám khảo | Kết quả của 4 giám khảo |
| Thứ tự | Thí sinh Nhóm thí sinh      | Bài hát dự thi (Sáng tác)                                                             | Đàm Vĩnh Hưng           | Hồ Quỳnh Hương          | Hồ Ngọc Hà              | Dương Khắc Linh         |
| ------ | --------------------------- | ------------------------------------------------------------------------------------- | ----------------------- | ----------------------- | ----------------------- | ----------------------- |
| 1      | Phạm Đình Thái Ngân         | You'll be sorry (Phương Uyên)                                                         | ĐỒNG Ý                  | ĐỒNG Ý                  | ĐỒNG Ý                  | ĐỒNG Ý                  |
| 1      | Trần Hoàng                  | Những đêm mưa rơi (Đinh Mạnh Ninh)                                                    | ĐỒNG Ý                  | KHÔNG ĐỒNG Ý            | ĐỒNG Ý                  | ĐỒNG Ý                  |
|        |                             |                                                                                       |                         |                         |                         |                         |
| 2      | Nguyễn Thanh Thảo My        | How do I live (Diane Warren)                                                          | ĐỒNG Ý                  | ĐỒNG Ý                  | ĐỒNG Ý                  | ĐỒNG Ý                  |
| 2      | Khương Hoàn Mỹ              | Sweet dream (Beyonce Knowles, Jim Josin, Rico Love, Wayne Wilkins)                    | ĐỒNG Ý                  | ĐỒNG Ý                  | ĐỒNG Ý                  | ĐỒNG Ý                  |
|        |                             |                                                                                       |                         |                         |                         |                         |
| 3      | Nhóm Antizz                 | Burn it down (Linkin Park Lời Việt: Nhóm Antizz)                                      | ĐỒNG Ý                  | KHÔNG ĐỒNG Ý            | KHÔNG ĐỒNG Ý            | ĐỒNG Ý                  |
| 3      | Nhóm Dreamz                 | The winner takes it all (Benny Anderson, Bjorn Ulvaeus)                               | ĐỒNG Ý                  | ĐỒNG Ý                  | ĐỒNG Ý                  | ĐỒNG Ý                  |
|        |                             |                                                                                       |                         |                         |                         |                         |
| 4      | Lê Thị Chinh                | One and only (Adkins, Dan Wilson, Greg Wells)                                         | ĐỒNG Ý                  | ĐỒNG Ý                  | ĐỒNG Ý                  | ĐỒNG Ý                  |
| 4      | Hoàng Thiên Minh Trị        | Out from under (Shelly Peiken, Arnthor Birgisson, Wayne Hector)                       | ĐỒNG Ý                  | KHÔNG ĐỒNG Ý            | KHÔNG ĐỒNG Ý            | KHÔNG ĐỒNG Ý            |
|        |                             |                                                                                       |                         |                         |                         |                         |
| 5      | Nguyễn Thị Thu Phượng       | Dù anh không đến (Nguyễn Cường)                                                       | ĐỒNG Ý                  | ĐỒNG Ý                  | ĐỒNG Ý                  | ĐỒNG Ý                  |
| 5      | Nguyễn Hồng Phương          | Giấc mơ ban ngày (Minh Khang)                                                         | ĐỒNG Ý                  | ĐỒNG Ý                  | ĐỒNG Ý                  | ĐỒNG Ý                  |
|        |                             |                                                                                       |                         |                         |                         |                         |
| 6      | Lê Phương-Đinh Kai          | Sắc màu 20 (Lê Phương)                                                                | KHÔNG ĐỒNG Ý            | KHÔNG ĐỒNG Ý            | KHÔNG ĐỒNG Ý            | KHÔNG ĐỒNG Ý            |
| 6      | Kendy Lê                    | Thêm một lần vỡ tan (Hồ Ngọc Hà)                                                      | ĐỒNG Ý                  | KHÔNG ĐỒNG Ý            | KHÔNG ĐỒNG Ý            | ĐỒNG Ý                  |
|        |                             |                                                                                       |                         |                         |                         |                         |
| 7      | Trần Quang Đại              | Nỗi buồn hoa phượng (Thanh Sơn)                                                       | ĐỒNG Ý                  | ĐỒNG Ý                  | ĐỒNG Ý                  | ĐỒNG Ý                  |
| 7      | Phạm Thị Hà Vân             | Ai khổ vì ai (Thương Linh)                                                            | ĐỒNG Ý                  | ĐỒNG Ý                  | ĐỒNG Ý                  | ĐỒNG Ý                  |
|        |                             |                                                                                       |                         |                         |                         |                         |
| 8      | Đinh Quốc Anh Huy           | Say tình (Nhạc Ý Lời Việt: Quốc Tuấn)                                                 | ĐỒNG Ý                  | ĐỒNG Ý                  | ĐỒNG Ý                  | ĐỒNG Ý                  |
| 8      | Phạm Chí Thành (†)          | Bang bang boom boom (Beth Hart Lời Việt: Đinh Hương)                                  | ĐỒNG Ý                  | ĐỒNG Ý                  | ĐỒNG Ý                  | ĐỒNG Ý                  |
|        |                             |                                                                                       |                         |                         |                         |                         |
| 9      | Hà Thị My                   | The power of love (Gunther Mende, Candy DeRouge, Jennifer Rush, Mary Susan Applegate) | KHÔNG ĐỒNG Ý            | ĐỒNG Ý                  | ĐỒNG Ý                  | ĐỒNG Ý                  |
| 9      | Hà Tiểu My                  | Như chưa bắt đầu (Đức Trí)                                                            | KHÔNG ĐỒNG Ý            | KHÔNG ĐỒNG Ý            | KHÔNG ĐỒNG Ý            | KHÔNG ĐỒNG Ý            |
|        |                             |                                                                                       |                         |                         |                         |                         |
| 10     | Nhóm The six                | Gánh hàng rau- Về ăn cơm (Hồ Hoài Anh-Sa Huỳnh)                                       | ĐỒNG Ý                  | KHÔNG ĐỒNG Ý            | ĐỒNG Ý                  | ĐỒNG Ý                  |
| 10     | Nhóm The Mistique           | Sài Gòn cà phê sữa đá (Hà Okio)                                                       | KHÔNG ĐỒNG Ý            | KHÔNG ĐỒNG Ý            | KHÔNG ĐỒNG Ý            | KHÔNG ĐỒNG Ý            |
|        |                             |                                                                                       |                         |                         |                         |                         |
| 11     | Lâm Ngọc Đức                | Xin còn gọi tên nhau (Trịnh Công Sơn)                                                 | KHÔNG ĐỒNG Ý            | KHÔNG ĐỒNG Ý            | KHÔNG ĐỒNG Ý            | KHÔNG ĐỒNG Ý            |
| 11     | Nguyễn Pha Lê               | Sao ta lặng im (Nguyễn Hồng Thuận)                                                    | ĐỒNG Ý                  | ĐỒNG Ý                  | ĐỒNG Ý                  | KHÔNG ĐỒNG Ý            |
| 11     | Nguyễn Đình Nguyên          | Chiếc vòng cầu hôn (Trần Tiến)                                                        | ĐỒNG Ý                  | ĐỒNG Ý                  | ĐỒNG Ý                  | ĐỒNG Ý                  |
|        |                             |                                                                                       |                         |                         |                         |                         |
| 12     | Lê Việt Đăng Khoa           | Dope (Lady Gaga, Paul "DJ White Shadow" Blair, Nick Monson, Dino Zisis)               | ĐỒNG Ý                  | ĐỒNG Ý                  | KHÔNG ĐỒNG Ý            | ĐỒNG Ý                  |
| 12     | Sử Duy Vương                | Sắc màu (Trần Tiến)                                                                   | ĐỒNG Ý                  | ĐỒNG Ý                  | ĐỒNG Ý                  | ĐỒNG Ý                  |
|        |                             |                                                                                       |                         |                         |                         |                         |
| 13     | Nhóm The zoo                | Tung bay (Hà Okio, Hồ Quang Hưng)                                                     | ĐỒNG Ý                  | ĐỒNG Ý                  | ĐỒNG Ý                  | ĐỒNG Ý                  |
| 13     | Nhóm It's time              | Em của ngày hôm qua (Sơn Tùng MTP)                                                    | ĐỒNG Ý                  | ĐỒNG Ý                  | ĐỒNG Ý                  | ĐỒNG Ý                  |
|        |                             |                                                                                       |                         |                         |                         |                         |
| 14     | Nguyễn Minh Ngọc            | Không cần nói (Nhạc Pháp Lời Việt: Lê Xuân Trường)                                    | ĐỒNG Ý                  | ĐỒNG Ý                  | ĐỒNG Ý                  | ĐỒNG Ý                  |
| 14     | Sevinch Orujova Fagradinova | Đôi bờ (Nhạc Nga Lời Việt: Vương Thịnh)                                               | ĐỒNG Ý                  | ĐỒNG Ý                  | ĐỒNG Ý                  | ĐỒNG Ý                  |
| 14     | Phạm Thị Đan Trang          | Ngày mưa rơi (Dương Trường Giang)                                                     | ĐỒNG Ý                  | ĐỒNG Ý                  | ĐỒNG Ý                  | ĐỒNG Ý                  |
|        |                             |                                                                                       |                         |                         |                         |                         |
| 15     | Bùi Khánh Bình              | Chiếc áo bà ba (Trần Thiện Thanh)                                                     | ĐỒNG Ý                  | ĐỒNG Ý                  | ĐỒNG Ý                  | ĐỒNG Ý                  |
| 15     | Nhóm F-band                 | Chuồn chuồn ớt-Son (Lê Minh Sơn-Đức Nghĩa)                                            | ĐỒNG Ý                  | ĐỒNG Ý                  | ĐỒNG Ý                  | ĐỒNG Ý                  |

## Vòng Bootcamp 2 (Tranh đấu 2)
Sau khi vượt qua vòng Tranh đấu 1, 44 thí sinh (nhóm thí sinh) sẽ tiếp tục thi đấu ở vòng Tranh đấu 2. 44 thí sinh và nhóm thí sinh sẽ được chia thành 4 hạng mục như sau:
1. Nữ dưới 25 tuổi: 8 thí sinh
2. Nam dưới 25 tuổi: 11 thí sinh
3. Nam, nữ trên 25 tuổi: 15 thí sinh
4. Nhóm: 10 nhóm

Vòng Tranh đấu 2 có tên gọi "Thử thách ghế nóng". Mỗi hạng mục thí sinh sẽ thi riêng với nhau và sẽ có 6 chiếc ghế nóng vào vòng trong cho mỗi hạng mục. Lần lượt các thí sinh trong hạng mục lên trình diễn phần dự thi có nhạc đệm của mình trước 4 giám khảo chính của chương trình. Sau đó, các giám khảo sẽ có quyết định có chọn hay không chọn thí sinh đó (luật biểu quyết giống vòng Hội ngộ và Tranh đấu 1), nếu thí sinh được đủ số đồng ý của giám khảo sẽ được ngồi vào chiếc ghế nóng. Khi số lượng ghế đã đủ 6 thí sinh, các thí sinh sau nếu có phần thi tốt hơn, BGK sẽ cân nhắc loại 1 thí sinh đang ngồi trên ghế nóng mà họ cho là yếu hơn để thay thế thí sinh đó vào ghế nóng ấy. 6 ghế nóng chỉ được xác định sau khi thí sinh thi cuối cùng của hạng mục có kết quả. Sau vòng Tranh đấu 2, sẽ chỉ còn 24 thí sinh (nhóm thí sinh) bước tiếp vào vòng Lộ diện. Tuy nhiên, ở hạng mục nhóm nhạc, sau khi cân nhắc, BGK đã quyết định chọn thêm 1 nhóm nữa vào vòng trong, nâng số thí sinh (nhóm thí sinh) đi tiếp vào vòng Lộ diện lên 25 thí sinh (nhóm thí sinh).

#### Tập 1: Hạng mục nam dưới 25 tuổi (08/06/2014)
Giám khảo đồng ý cho thí sinh ngồi ghế nóng
     Giám khảo không đồng ý cho thí sinh ngồi ghế nóng
     Thí sinh được ngồi ghế nóng vào vòng trong
     Thí sinh được ngồi ghế nóng nhưng bị thay thế
     Thí sinh không được ngồi ghế nóng
| Thứ tự | Thí sinh            | Bài hát dự thi (Sáng tác)                                                | Kết quả của 4 giám khảo | Kết quả của 4 giám khảo | Kết quả của 4 giám khảo | Kết quả của 4 giám khảo | Ghế nóng |
| Thứ tự | Thí sinh            | Bài hát dự thi (Sáng tác)                                                | Đàm Vĩnh Hưng           | Hồ Quỳnh Hương          | Hồ Ngọc Hà              | Dương Khắc Linh         | Ghế nóng |
| ------ | ------------------- | ------------------------------------------------------------------------ | ----------------------- | ----------------------- | ----------------------- | ----------------------- | -------- |
| 1      | Ngô Thế Phương      | Nơi ấy (Nguyễn Hải Phong)                                                | ĐỒNG Ý                  | ĐỒNG Ý                  | KHÔNG ĐỒNG Ý            | ĐỒNG Ý                  | 1        |
| 2      | Lê Tích Kỳ          | Em về tinh khôi (Quốc Bảo)                                               | ĐỒNG Ý                  | ĐỒNG Ý                  | ĐỒNG Ý                  | ĐỒNG Ý                  | 2        |
| 3      | Phạm Đình Thái Ngân | Nấc thang lên thiên đường (Nhạc Hàn Quốc Lời Việt: Bằng Kiều)            | ĐỒNG Ý                  | ĐỒNG Ý                  | ĐỒNG Ý                  | ĐỒNG Ý                  | 3        |
| 4      | Đinh Quốc Anh Huy   | Grace Kelly (Mika (Mica Penniman), Jodi Marr, John Merchant, Dan Warner) | ĐỒNG Ý                  | ĐỒNG Ý                  | ĐỒNG Ý                  | ĐỒNG Ý                  | 4        |
| 5      | Bùi Công Nam        | Dòng sông không trôi (Minh Khang)                                        | KHÔNG ĐỒNG Ý            | KHÔNG ĐỒNG Ý            | KHÔNG ĐỒNG Ý            | KHÔNG ĐỒNG Ý            | Không    |
| 6      | Nguyễn Bảo Long     | All of me (Toby Gad, John Stephens)                                      | ĐỒNG Ý                  | ĐỒNG Ý                  | ĐỒNG Ý                  | ĐỒNG Ý                  | 5        |
| 7      | Nguyễn Hoàng Triều  | Too close (Alex Clare, Jim Duguid)                                       | ĐỒNG Ý                  | ĐỒNG Ý                  | KHÔNG ĐỒNG Ý            | ĐỒNG Ý                  | 6        |
| 8      | Bùi Caroon          | Blurred lines (Robin Thicke Pharrell, Williams Clifford Harris, Jr)      | ĐỒNG Ý                  | KHÔNG ĐỒNG Ý            | KHÔNG ĐỒNG Ý            | KHÔNG ĐỒNG Ý            | Không    |
| 9      | Lê Việt Đăng Khoa   | Perfect (Pink, Max Martin, Shellback)                                    | KHÔNG ĐỒNG Ý            | KHÔNG ĐỒNG Ý            | KHÔNG ĐỒNG Ý            | KHÔNG ĐỒNG Ý            | Không    |
| 10     | Phạm Chí Thành (†)  | I know (Nhạc: Irma Lời Việt: Dũng Hà)                                    | ĐỒNG Ý                  | ĐỒNG Ý                  | ĐỒNG Ý                  | ĐỒNG Ý                  | 1        |
| 11     | Nguyễn Duy Anh      | Cứ để tôi mơ (Nguyễn Duy Anh)                                            | KHÔNG ĐỒNG Ý            | KHÔNG ĐỒNG Ý            | KHÔNG ĐỒNG Ý            | KHÔNG ĐỒNG Ý            | Không    |

#### Tập 2: Hạng mục nữ dưới 25 tuổi (15/06/2014)
Giám khảo đồng ý cho thí sinh ngồi ghế nóng
     Giám khảo không đồng ý cho thí sinh ngồi ghế nóng
     Thí sinh được ngồi ghế nóng vào vòng trong
     Thí sinh được ngồi ghế nóng nhưng bị thay thế
     Thí sinh không được ngồi ghế nóng
| Thứ tự | Thí sinh                    | Bài hát dự thi (Sáng tác)                                                                               | Kết quả của 4 giám khảo | Kết quả của 4 giám khảo | Kết quả của 4 giám khảo | Kết quả của 4 giám khảo | Ghế nóng |
| Thứ tự | Thí sinh                    | Bài hát dự thi (Sáng tác)                                                                               | Đàm Vĩnh Hưng           | Hồ Quỳnh Hương          | Hồ Ngọc Hà              | Dương Khắc Linh         | Ghế nóng |
| ------ | --------------------------- | --- | ----------------------- | ----------------------- | ----------------------- | ----------------------- | -------- |
| 1      | Giang Hồng Ngọc             | Stand for love (Phương Uyên)                                                                            | ĐỒNG Ý                  | ĐỒNG Ý                  | ĐỒNG Ý                  | ĐỒNG Ý                  | 1        |
| 2      | Khương Hoàn Mỹ              | Với em là mãi mãi (Hồ Hoài Anh)                                                                         | ĐỒNG Ý                  | ĐỒNG Ý                  | ĐỒNG Ý                  | ĐỒNG Ý                  | 2        |
| 3      | Nguyễn Thanh Thảo My        | Ngôi sao trong đêm (Tạ Quang Thắng)                                                                     | ĐỒNG Ý                  | ĐỒNG Ý                  | ĐỒNG Ý                  | ĐỒNG Ý                  | 3        |
| 4      | Nguyễn Minh Ngọc            | Let it go (Kristen Anderson, Lopez Robert Lopez)                                                        | ĐỒNG Ý                  | ĐỒNG Ý                  | ĐỒNG Ý                  | ĐỒNG Ý                  | 4        |
| 5      | Sevinch Orujova Fagradinova | Hoa thơm bướm lượn Bèo dạt mây trôi (Dân ca Quan họ Bắc Ninh)                                           | ĐỒNG Ý                  | ĐỒNG Ý                  | ĐỒNG Ý                  | ĐỒNG Ý                  | 5        |
| 6      | Trần Hoàng Yến              | Can't remember to forget you (John Hill, Tom Hull, Daniel Alexander, Erik Hassle, Shakira, Robyn Fenty) | ĐỒNG Ý                  | ĐỒNG Ý                  | KHÔNG ĐỒNG Ý            | ĐỒNG Ý                  | 6        |
| 7      | Hà Thị My                   | Nuối tiếc (Hồ Hoài Anh)                                                                                 | ĐỒNG Ý                  | ĐỒNG Ý                  | ĐỒNG Ý                  | ĐỒNG Ý                  | 6        |
| 8      | Phạm Thị Đan Trang          | It's a man's man's man's world (James Brown, Betty Jean Newsome)                                        | ĐỒNG Ý                  | ĐỒNG Ý                  | ĐỒNG Ý                  | ĐỒNG Ý                  | 6        |

#### Tập 3: Hạng mục nam, nữ trên 25 tuổi (22/08/2014)
Giám khảo đồng ý cho thí sinh ngồi ghế nóng
     Giám khảo không đồng ý cho thí sinh ngồi ghế nóng
     Thí sinh được ngồi ghế nóng vào vòng trong
     Thí sinh được ngồi ghế nóng nhưng bị thay thế
     Thí sinh không được ngồi ghế nóng
| Thứ tự | Thí sinh              | Bài hát dự thi (Sáng tác)                                                                        | Kết quả của 4 giám khảo | Kết quả của 4 giám khảo | Kết quả của 4 giám khảo | Kết quả của 4 giám khảo | Ghế nóng |
| Thứ tự | Thí sinh              | Bài hát dự thi (Sáng tác)                                                                        | Đàm Vĩnh Hưng           | Hồ Quỳnh Hương          | Hồ Ngọc Hà              | Dương Khắc Linh         | Ghế nóng |
| ------ | --------------------- | ------------------------------------------------------------------------------------------------ | ----------------------- | ----------------------- | ----------------------- | ----------------------- | -------- |
| 1      | Trần Hoàng            | Hạ cuối (Nguyễn Quang Nghĩa)                                                                     | KHÔNG ĐỒNG Ý            | KHÔNG ĐỒNG Ý            | KHÔNG ĐỒNG Ý            | ĐỒNG Ý                  | Không    |
| 2      | Nguyễn Pha Lê         | Cánh chim lạc (Lưu Thiên Hương)                                                                  | ĐỒNG Ý                  | ĐỒNG Ý                  | KHÔNG ĐỒNG Ý            | ĐỒNG Ý                  | 1        |
| 3      | Phạm Toàn Thắng       | Muối ớt (Phạm Toàn Thắng)                                                                        | KHÔNG ĐỒNG Ý            | KHÔNG ĐỒNG Ý            | KHÔNG ĐỒNG Ý            | KHÔNG ĐỒNG Ý            | Không    |
| 4      | Bùi Khánh Bình        | Không bao giờ quên anh (Hoàng Trang)                                                             | ĐỒNG Ý                  | ĐỒNG Ý                  | ĐỒNG Ý                  | ĐỒNG Ý                  | 2        |
| 5      | Sử Duy Vương          | Bóng mây qua thềm (Võ Thiện Thanh)                                                               | ĐỒNG Ý                  | ĐỒNG Ý                  | ĐỒNG Ý                  | ĐỒNG Ý                  | 3        |
| 6      | Trần Thu Hường        | Giọt sương bay lên (Nguyễn Vĩnh Tiến)                                                            | ĐỒNG Ý                  | ĐỒNG Ý                  | ĐỒNG Ý                  | ĐỒNG Ý                  | 4        |
| 7      | Phạm Uyên Nguyên      | Part time lover (Stevie Wonder)                                                                  | ĐỒNG Ý                  | ĐỒNG Ý                  | ĐỒNG Ý                  | ĐỒNG Ý                  | 5        |
| 8      | Phạm Thị Hà Vân       | Đêm Gành Hào nghe điệu hoài lang (Vũ Đức Sao Biển)                                               | ĐỒNG Ý                  | ĐỒNG Ý                  | ĐỒNG Ý                  | ĐỒNG Ý                  | 6        |
| 9      | Nguyễn Thùy Dương     | Believe (Brian Higgins, Stuart McLennen, Paul Barry, Steven Torch, Matthew Gray, Timothy Powell) | ĐỒNG Ý                  | ĐỒNG Ý                  | ĐỒNG Ý                  | ĐỒNG Ý                  | 1        |
| 10     | Nguyễn Thị Thu Phượng | Con yêu (Nhạc nước ngoài Lời Việt: Cẩm Vân)                                                      | KHÔNG ĐỒNG Ý            | KHÔNG ĐỒNG Ý            | ĐỒNG Ý                  | KHÔNG ĐỒNG Ý            | Không    |
| 11     | Nguyễn Đình Nguyên    | Chiếc khăn piêu (Doãn Nho)                                                                       | KHÔNG ĐỒNG Ý            | ĐỒNG Ý                  | KHÔNG ĐỒNG Ý            | ĐỒNG Ý                  | Không    |
| 12     | Nguyễn Hồng Phương    | Nỗi lòng (Nguyễn Văn Khánh)                                                                      | KHÔNG ĐỒNG Ý            | KHÔNG ĐỒNG Ý            | KHÔNG ĐỒNG Ý            | KHÔNG ĐỒNG Ý            | Không    |
| 13     | Trần Nguyễn Tùng Anh  | Dù là lần cuối (Phương Uyên)                                                                     | KHÔNG ĐỒNG Ý            | KHÔNG ĐỒNG Ý            | KHÔNG ĐỒNG Ý            | KHÔNG ĐỒNG Ý            | Không    |
| 14     | Lê Thị Chinh          | Tiếng đêm (Hồ Hoài Anh)                                                                          | KHÔNG ĐỒNG Ý            | KHÔNG ĐỒNG Ý            | KHÔNG ĐỒNG Ý            | KHÔNG ĐỒNG Ý            | Không    |
| 15     | Trần Quang Đại        | Lòng mẹ 2 (Y Vân)                                                                                | ĐỒNG Ý                  | ĐỒNG Ý                  | ĐỒNG Ý                  | ĐỒNG Ý                  | 2        |

#### Tập 4: Hạng mục nhóm nhạc (29/06/2014)
Giám khảo đồng ý cho thí sinh ngồi ghế nóng
     Giám khảo không đồng ý cho thí sinh ngồi ghế nóng
     Thí sinh được ngồi ghế nóng vào vòng trong
     Thí sinh được ngồi ghế nóng nhưng bị thay thế
     Thí sinh không được ngồi ghế nóng
| Thứ tự | Nhóm thí sinh   | Bài hát dự thi (Sáng tác)                                                                 | Kết quả của 4 giám khảo | Kết quả của 4 giám khảo | Kết quả của 4 giám khảo | Kết quả của 4 giám khảo | Ghế nóng |
| Thứ tự | Nhóm thí sinh   | Bài hát dự thi (Sáng tác)                                                                 | Đàm Vĩnh Hưng           | Hồ Quỳnh Hương          | Hồ Ngọc Hà              | Dương Khắc Linh         | Ghế nóng |
| ------ | --------------- | ----------------------------------------------------------------------------------------- | ----------------------- | ----------------------- | ----------------------- | ----------------------- | -------- |
| 1      | Nhóm X-file     | I can (Duncan James, Lee Ryan, Ciaron Bell, Ben Collier, Ian Hope, Liam Keenan, StarSign) | ĐỒNG Ý                  | ĐỒNG Ý                  | ĐỒNG Ý                  | ĐỒNG Ý                  | 1        |
| 2      | Nhóm The six    | Royals (Ella Yelich O'Connor, Joel Little)                                                | ĐỒNG Ý                  | ĐỒNG Ý                  | KHÔNG ĐỒNG Ý            | ĐỒNG Ý                  | 2        |
| 3      | Nhóm O-plus     | Backstreetboy medley (Backstreetboy)                                                      | ĐỒNG Ý                  | ĐỒNG Ý                  | ĐỒNG Ý                  | ĐỒNG Ý                  | 3        |
| 4      | Nhóm F-band     | Horse medley (Yoo Gun Hyung, Psy- Trần Tiến- Quan họ Bắc Ninh- Brian May)                 | ĐỒNG Ý                  | ĐỒNG Ý                  | ĐỒNG Ý                  | ĐỒNG Ý                  | 4        |
| 5      | Nhóm Ayor       | Chỉ là giấc mơ (Kim Ngọc)                                                                 | ĐỒNG Ý                  | ĐỒNG Ý                  | ĐỒNG Ý                  | ĐỒNG Ý                  | 5        |
| 6      | Nhóm FB Boiz    | FB Boiz inda boom (Nhóm FB Boiz)                                                          | ĐỒNG Ý                  | ĐỒNG Ý                  | ĐỒNG Ý                  | ĐỒNG Ý                  | 6        |
| 7      | Nhóm The zoo    | Run to you (Big Bang)                                                                     | ĐỒNG Ý                  | ĐỒNG Ý                  | ĐỒNG Ý                  | ĐỒNG Ý                  | 2        |
| 8      | Nhóm In passion | Nóng-Tình yêu màu nắng (BigDaddy & TinyC- Phạm Thanh Hà)                                  | ĐỒNG Ý                  | KHÔNG ĐỒNG Ý            | KHÔNG ĐỒNG Ý            | KHÔNG ĐỒNG Ý            | Không    |
| 9      | Nhóm Dreamz     | Bay-Gime gime gime (Nguyễn Hải Phong- Benny Andersson, Bjorn Ulvaeus)                     | KHÔNG ĐỒNG Ý            | KHÔNG ĐỒNG Ý            | ĐỒNG Ý                  | KHÔNG ĐỒNG Ý            | Không    |
| 10     | Nhóm It's time  | Tìm về (Nhóm It's time)                                                                   | ĐỒNG Ý                  | ĐỒNG Ý                  | ĐỒNG Ý                  | ĐỒNG Ý                  | 7        |

## Vòng Judge's House (Lộ diện)
Sau khi vượt qua vòng Tranh đấu 2, 6 thí sinh của mỗi hạng mục sẽ được BTC phân công 1 vị giám khảo sẽ phụ trách huấn luyện cho từng hạng mục. Mỗi giám khảo sẽ mời thêm 1 cố vấn để cùng mình xem xét và đánh giá từng tiết mục của các thí sinh trong hạng mục mà mình phụ trách. 6 thí sinh sẽ được trình diễn tại 1 địa điểm trong nhà hoặc ngoài trời do giám khảo phụ trách của mình lựa chọn. Mỗi thí sinh sẽ biểu diễn 1 bài hát với nhạc cụ mộc. Giám khảo phụ trách và cố vấn sẽ xem xét và quyết định chọn ra 4 thí sinh đi vào vòng tiếp theo, 2 thí sinh còn lại sẽ bị loại. Sau vòng Lộ diện, sẽ chỉ còn 16 thí sinh đi tiếp vào vòng Chặng đua khắc nghiệt.
Danh sách giám khảo phụ trách và cố vấn của từng hạng mục:
| Thứ tự | Hạng mục             | Giám khảo phụ trách | Cố vấn âm nhạc |
| ------ | -------------------- | ------------------- | -------------- |
| 1      | Nam dưới 25 tuổi     | Hồ Quỳnh Hương      | Trọng Tấn      |
| 2      | Nam, nữ trên 25 tuổi | Đàm Vĩnh Hưng       | Lệ Quyên       |
| 3      | Nữ dưới 25 tuổi      | Hồ Ngọc Hà          | Hà Anh Tuấn    |
| 4      | Nhóm nhạc            | Dương Khắc Linh     | Nhóm 5 dòng kẻ |

#### Tập 1 (13/07/2014)
Tập 1 vòng thi Lộ diện là phần thi của 2 hạng mục: Nam dưới 25 tuổi và Nam, nữ trên 25 tuổi.

##### Hạng mục Nam dưới 25 tuổi
- Giám khảo phụ trách: Hồ Quỳnh Hương
- Cố vấn chuyên môn: Trọng Tấn
- Hỗ trợ âm nhạc: Nguyễn Dân

     Thí sinh giám khảo và cố vấn chọn vào vòng trong
     Thí sinh không được giám khảo và cố vấn chọn
| Thứ tự | Thí sinh            | Bài hát dự thi (Sáng tác)                                        | Kết quả   |
| ------ | ------------------- | ---------------------------------------------------------------- | --------- |
| 1      | Phạm Chí Thành (†)  | Unchained melody (Nhạc: Hy Zaret, Alex North Lời Việt: Khánh Hà) | Được chọn |
| 2      | Nguyễn Hoàng Triều  | Gom nắng về cho em (Thành Thịnh)                                 | Bị loại   |
| 3      | Lê Tích Kỳ          | Nhìn lại ký ức (Nhóm Oringchains)                                | Được chọn |
| 4      | Phạm Đình Thái Ngân | Trót yêu (Phan Lê Ái Phương)                                     | Được chọn |
| 5      | Đinh Quốc Anh Huy   | I don't want to miss a thing (Diane Warren)                      | Bị loại   |
| 6      | Nguyễn Bảo Long     | Come back to me (Phương Uyên)                                    | Được chọn |

##### Hạng mục nam, nữ trên 25 tuổi
- Giám khảo phụ trách: Đàm Vĩnh Hưng
- Cố vấn chuyên môn: Lệ Quyên
- Hỗ trợ âm nhạc: Nguyễn Dân

     Thí sinh giám khảo và cố vấn chọn vào vòng trong
     Thí sinh không được giám khảo và cố vấn chọn
| Thứ tự | Thí sinh          | Bài hát dự thi (Sáng tác)                               | Kết quả   |
| ------ | ----------------- | ------------------------------------------------------- | --------- |
| 1      | Trần Thu Hường    | Chạy mưa (Phạm Toàn Thắng)                              | Bị loại   |
| 2      | Phạm Uyên Nguyên  | Come back home (Teddy, PK, Dee.P Lời Việt: Uyên Nguyên) | Được chọn |
| 3      | Nguyễn Thùy Dương | Chốn xưa bình yên (Phương Uyên)                         | Được chọn |
| 4      | Phạm Thị Hà Vân   | Đà Lạt hoàng hôn (Minh Kỳ, Dạ Cầm)                      | Được chọn |
| 5      | Trần Quang Đại    | Mười năm tình cũ (Trần Quảng Nam)                       | Được chọn |
| 6      | Sử Duy Vương      | Forever and one (Andi Deris)                            | Bị loại   |

#### Tập 2 (20/07/2014)
Tập 2 vòng thi Lộ diện là phần thi của 2 hạng mục: Nữ dưới 25 tuổi và Nhóm nhạc.

##### Hạng mục nữ dưới 25 tuổi
- Giám khảo phụ trách: Hồ Ngọc Hà
- Cố vấn chuyên môn: Hà Anh Tuấn
- Hỗ trợ âm nhạc: Minh Hoàng

     Thí sinh giám khảo và cố vấn chọn vào vòng trong
     Thí sinh không được giám khảo và cố vấn chọn
| Thứ tự | Thí sinh                    | Bài hát dự thi (Sáng tác)                                        | Kết quả   |
| ------ | --------------------------- | ---------------------------------------------------------------- | --------- |
| 1      | Giang Hồng Ngọc             | Cô đơn (Nguyễn Ánh 9)                                            | Được chọn |
| 2      | Nguyễn Thanh Thảo My        | The edge of glory (Lady Gaga, Fernando Garibay, DJ White Shadow) | Bị loại   |
| 3      | Sevinch Orujova Fagradinova | Ngày anh đến (Từ Huy)                                            | Được chọn |
| 4      | Nguyễn Minh Ngọc            | Ave Maria (Franz Schubert)                                       | Được chọn |
| 5      | Phạm Thị Đan Trang          | Và em có anh (Lee Han Boem Lời Việt: Quốc Bảo)                   | Bị loại   |
| 6      | Khương Hoàn Mỹ              | My all (Mariah Carey, Walter Afanasieff)                         | Được chọn |

##### Hạng mục nhóm nhạc
- Giám khảo phụ trách: Dương Khắc Linh
- Cố vấn chuyên môn: Nhóm 5 dòng kẻ
- Hỗ trợ âm nhạc: Không

     Thí sinh giám khảo và cố vấn chọn vào vòng trong
     Thí sinh không được giám khảo và cố vấn chọn
| Thứ tự | Nhóm thí sinh  | Bài hát dự thi (Sáng tác) | Kết quả   |
| ------ | -------------- | --- | --------- |
| 1      | Nhóm X-file    | Mùa yêu đầu (Đinh Mạnh Ninh) | Bị loại   |
| 2      | Nhóm It's time | Quê hương Việt Nam (Anh Khang) | Bị loại   |
| 3      | Nhóm FB Boiz   | Đà Nẵng nàng tiên (Nhóm FB Boiz) | Được chọn |
| 4      | Nhóm O-plus    | Một mình (Thanh Tùng) | Được chọn |
| 5      | Nhóm Ayor      | Cánh buồm phiêu du (Sơn Thạch) | Được chọn |
| 6      | Nhóm F-band    | Nói chung là (Chuyện thằng say) (Anh Tuấn, Karik) Vợ ơi anh đã sai rồi (Công Hải) Khoảnh khắc (Trương Quý Hải) Mong anh về (Dương Cầm) Bèo dạt mây trôi (Dân ca Quan họ Bắc Ninh) | Được chọn |
| 7      | Nhóm The zoo   | Lá cờ (Tạ Quang Thắng) | Bị loại   |

## Vòng Tourmalet (Chặng đua khắc nghiệt)
Bước vào vòng thi Tourmalet (Chặng đua khắc nghiệt), 16 thí sinh phải trình diễn qua 9 liveshow trực tiếp để tìm ra ngôi vị quán quân của Nhân tố bí ẩn mùa đầu tiên. Mỗi liveshow sẽ là 1 chủ đề khác nhau do BTC quy định, kết quả thí sinh ở lại hay đi tiếp sẽ hoàn toàn phụ thuộc vào khán giả. Trong 2 liveshow đầu tiên, các thí sinh sẽ thi và loại theo từng hạng mục riêng biệt. Bắt đầu từ liveshow 3, các thí sinh của tất cả các hạng mục sẽ thi chung và kết quả sẽ lấy từ số lượng bình chọn từ cao đến thấp và không phân biệt hạng mục. Từ liveshow 7 đến liveshow 8, 2 thí sinh (nhóm thí sinh) có số lượng bình chọn tin nhắn thấp nhất sẽ hát thêm 1 bài Sing-off vào cuối liveshow để BGK chọn ra một trong 2 đi tiếp vào liveshow tiếp theo. Liveshow 9 sẽ xác định quán quân của chương trình hoàn toàn dựa vào số lượng tin nhắn bình chọn của khán giả.
     Thí sinh có số lượng tin nhắn bình chọn cao nhất
     Thí sinh có số lượng tin nhắn bình chọn cao nhì
     Thí sinh có số lượng tin nhắn bình chọn an toàn
     Thí sinh có số lượng tin nhắn bình chọn nguy hiểm và hát Sing-off
     Thí sinh được BGK lựa chọn sau vòng Sing-off
     Thí sinh có số lượng tin nhắn thấp nhất và bị loại

#### Liveshow 1: Đêm thi tự chọn 1 (27/07/2014)
Liveshow 1 là đêm thi với các bài hát tự chọn của các thí sinh thuộc hai hạng mục: Nữ dưới 25 tuổi và nhóm nhạc. Hai thí sinh và nhóm nhạc có số lượng tin nhắn bình chọn thấp nhất của từng hạng mục sẽ bị loại.
Tiết mục dự thi
| Hạng mục        | GK chủ quản     | Mã số bình chọn | Thí sinh Nhóm thí sinh      | Bài hát dự thi (Sáng tác)                                                                                                 | Tỉ lệ bình chọn (%) | Kết quả  |
| --------------- | --------------- | --------------- | --------------------------- | --- | ------------------- | -------- |
| Nữ dưới 25 tuổi | Hồ Ngọc Hà      | 01              | Nguyễn Minh Ngọc            | Bối rối (Phương Uyên, Thiều Bảo Trang)                                                                                    | 9,49%               | Bị loại  |
| Nữ dưới 25 tuổi | Hồ Ngọc Hà      | 04              | Sevinch Orujova Fagradinova | Khi giấc mơ về (Đức Trí)                                                                                                  | 17,39%              | An toàn  |
| Nữ dưới 25 tuổi | Hồ Ngọc Hà      | 03              | Khương Hoàn Mỹ              | Unfaithful (Shaffer Smith, Mikkel S. Eriksen, Tor Erik Hermansen)                                                         | 41,86%              | Cao nhất |
| Nữ dưới 25 tuổi | Hồ Ngọc Hà      | 02              | Giang Hồng Ngọc             | Vút bay (Nhạc ngoại. Lời Việt: Dạ Quỳnh) Thức tỉnh (Nguyễn Hải Phong)                                                     | 31,27%              | Cao nhì  |
|                 |                 |                 |                             | |                     |          |
| Nhóm nhạc       | Dương Khắc Linh | 08              | Nhóm FB Boiz                | Tự tin lên (Phúc Bồ) | 15,68%              | An toàn  |
| Nhóm nhạc       | Dương Khắc Linh | 06              | Nhóm Ayor                   | Cry on my shoulder (Dieter Bohlen)                                                                                        | 12,62%              | Bị loại  |
| Nhóm nhạc       | Dương Khắc Linh | 07              | Nhóm O-plus                 | Em kể anh nghe (Nguyễn Hải Phong) Firework (Katy Perry, Mikkel S. Eriksen, Tor Erik Hermansen, Sandy Wilhelm, Ester Dean) | 23,38%              | Cao nhì  |
| Nhóm nhạc       | Dương Khắc Linh | 05              | Nhóm F-band                 | Bốn chữ lắm (Phạm Toàn Thắng) Mình yêu nhau đi (Tiên Cookie)                                                              | 48,32%              | Cao nhất |

Tiết mục khách mời
| Thứ tự | Khách mời          | Bài hát                 | Tác giả     |
| ------ | ------------------ | ----------------------- | ----------- |
| 1      | Hợp ca 100 nghệ sĩ | Những trái tim Việt Nam | Phương Uyên |
| 2      | Đàm Vĩnh Hưng      | Chiếc vòng cầu hôn      | Trần Tiến   |

#### Liveshow 2: Đêm thi tự chọn 2 (10/08/2014)
Liveshow 2 là đêm thi với các bài hát tự chọn của các thí sinh thuộc hai hạng mục: Nam dưới 25 tuổi và nam, nữ trên 25 tuổi. Hai thí sinh và nhóm nhạc có số lượng tin nhắn bình chọn thấp nhất của từng hạng mục sẽ bị loại.
Tiết mục dự thi
| Hạng mục             | GK chủ quản    | Mã số bình chọn | Thí sinh            | Bài hát dự thi (Sáng tác)                                                 | Tỉ lệ bình chọn (%) | Kết quả  |
| -------------------- | -------------- | --------------- | ------------------- | ------------------------------------------------------------------------- | ------------------- | -------- |
| Nam dưới 25 tuổi     | Hồ Quỳnh Hương | 09              | Lê Tích Kỳ          | Lột xác (Nguyễn Hải Phong)                                                | 24,43%              | Cao nhì  |
| Nam dưới 25 tuổi     | Hồ Quỳnh Hương | 11              | Phạm Đình Thái Ngân | Trái tim bên lề (Phạm Khải Tuấn)                                          | 18,79%              | An toàn  |
| Nam dưới 25 tuổi     | Hồ Quỳnh Hương | 10              | Nguyễn Bảo Long     | That's my kind of night (Dallas Davidson, Chris DeStefano, Ashley Gorley) | 40,97%              | Cao nhất |
| Nam dưới 25 tuổi     | Hồ Quỳnh Hương | 12              | Phạm Chí Thành (†)  | Cây vĩ cầm (Lê Yến Hoa)                                                   | 15,81%              | Bị loại  |
|                      |                |                 |                     |                                                                           |                     |          |
| Nam, nữ trên 25 tuổi | Đàm Vĩnh Hưng  | 16              | Phạm Uyên Nguyên    | Thu cuối (Yanbi, Mr.T) Để em rời xa (Hoàng Tôn)                           | 10,83%              | An toàn  |
| Nam, nữ trên 25 tuổi | Đàm Vĩnh Hưng  | 14              | Phạm Thị Hà Vân     | Mưa trên quê hương (Minh Châu)                                            | 29,94%              | Cao nhì  |
| Nam, nữ trên 25 tuổi | Đàm Vĩnh Hưng  | 13              | Trần Quang Đại      | Tình như mây khói (Lam Phương)                                            | 52,29%              | Cao nhất |
| Nam, nữ trên 25 tuổi | Đàm Vĩnh Hưng  | 15              | Nguyễn Thùy Dương   | River deep, mountain high (Phil Spector, Jeff Barry, Ellie Greenwich)     | 6,94%               | Bị loại  |

Tiết mục khách mời
| Thứ tự | Khách mời                       | Bài hát           | Tác giả                                                      |
| ------ | ------------------------------- | ----------------- | ------------------------------------------------------------ |
| 1      | Nhóm Game on                    | Titanium          | Sia Furler, David Guetta, Giorgio Tuinfort, Nick Van De Wall |
| 2      | Dương Khắc Linh                 | You are not alone | Robert Kelly                                                 |
| 3      | Hồ Ngọc Hà, Phương Uyên, Cẩm Tú | Still loving you  | Klaus Meine, Rudolf Schenker                                 |

#### Liveshow 3: Việt Nam và bốn mùa trong tôi (17/08/2014)
Liveshow 3 là liveshow đầu tiên áp dụng hình thức loại tổng hợp, không phân chia theo hạng mục như 2 liveshow trước đó. 12 thí sinh sẽ cùng biểu diễn và lấy thứ tự bình chọn từ cao xuống thấp. Thí sinh có số lượng tin nhắn bình chọn thấp nhất trong số 12 thí sinh (nhóm thí sinh) sẽ phải dừng cuộc chơi ở liveshow này. Với chủ đề "Việt Nam và bốn mùa trong tôi", các thí sinh (nhóm thí sinh) sẽ phải lựa chọn dự thi các bài hát ca ngợi quê hương, đất nước và tình yêu thiên nhiên trong đêm thi này.
Tiết mục dự thi
| Thứ tự | Hạng mục             | GK chủ quản     | Mã số bình chọn | Thí sinh Nhóm thí sinh      | Bài hát dự thi (Sáng tác)                                                       | Tỉ lệ bình chọn (%) | Kết quả   |
| ------ | -------------------- | --------------- | --------------- | --------------------------- | ------------------------------------------------------------------------------- | ------------------- | --------- |
| 1      | Nhóm nhạc            | Dương Khắc Linh | 08              | Nhóm FB Boiz                | Dòng máu Lạc Hồng (Lê Quang) Tên tôi Việt Nam (Phúc Bồ, Hoàng Tôn)              | 3,76%               | An toàn   |
| 2      | Nữ dưới 25 tuổi      | Hồ Ngọc Hà      | 03              | Khương Hoàn Mỹ              | Phố cổ (Nguyễn Duy Hùng)                                                        | 2,01%               | Bị loại   |
| 3      | Nam, nữ trên 25 tuổi | Đàm Vĩnh Hưng   | 16              | Phạm Uyên Nguyên            | Love the way you lie (M. Mathers, A. Grant, H. Hafferman, M. Riddick)           | 3,22%               | An toàn   |
| 4      | Nam, nữ trên 25 tuổi | Đàm Vĩnh Hưng   | 14              | Phạm Thị Hà Vân             | Mưa rừng (Huỳnh Anh)                                                            | 5,41%               | An toàn   |
| 5      | Nữ dưới 25 tuổi      | Hồ Ngọc Hà      | 04              | Sevinch Orujova Fagradinova | Somewhere over the rainbow (Harold Arlen, E.Y. Harburg)                         | 4,40%               | An toàn   |
| 6      | Nam dưới 25 tuổi     | Hồ Quỳnh Hương  | 10              | Nguyễn Bảo Long             | My kool Vietnam (Thanh Bùi)                                                     | 14,18%              | Cao nhì   |
| 7      | Nhóm nhạc            | Dương Khắc Linh | 05              | Nhóm F-band                 | Thành phố trẻ (Trần Tiến) Sài Gòn đẹp lắm (Y Vân) Rock Sài Gòn (Lâm Quốc Cường) | 12,65%              | An toàn   |
| 8      | Nam dưới 25 tuổi     | Hồ Quỳnh Hương  | 11              | Phạm Đình Thái Ngân         | When I need you (Albert Hammond, Carole Bayer Sager)                            | 2,91%               | Nguy hiểm |
| 9      | Nữ dưới 25 tuổi      | Hồ Ngọc Hà      | 02              | Giang Hồng Ngọc             | Ooh la la (Nhạc ngoại Lời Việt: Đinh Hương)                                     | 9,46%               | An toàn   |
| 10     | Nam dưới 25 tuổi     | Hồ Quỳnh Hương  | 09              | Lê Tích Kỳ                  | Nối vòng tay lớn (Trịnh Công Sơn)                                               | 8,48%               | An toàn   |
| 11     | Nam, nữ trên 25 tuổi | Đàm Vĩnh Hưng   | 13              | Trần Quang Đại              | Về quê ngoại (Hàn Châu)                                                         | 11,79%              | An toàn   |
| 12     | Nhóm nhạc            | Dương Khắc Linh | 07              | Nhóm O-plus                 | Liên khúc bốn mùa (Bằng Kiều, Trịnh Công Sơn, Đỗ Bảo, Dương Thụ)                | 21,73%              | Cao nhất  |

Tiết mục khách mời
| Thứ tự | Khách mời  | Bài hát    | Tác giả      |
| ------ | ---------- | ---------- | ------------ |
| 1      | Đinh Hương | Proud Mary | John Forerty |

#### Liveshow 4: Hits & DJ
Liveshow 4 với chủ đề "Hits & DJ", 11 thí sinh (nhóm thí sinh) sẽ trình bày các bài Hit trong nước và quốc tế hoặc các bài hát trên nền nhạc của DJ. 2 thí sinh (nhóm thí sinh) có lượng bình chọn thấp nhất sẽ rơi vào nhóm nguy hiểm, BGK sẽ biểu quyết chọn một trong 2 vào vòng trong, thí sinh (nhóm thí sinh) còn lại sẽ bị loại khỏi cuộc chơi. Trong trường hợp tỉ số của BGK là hòa 2-2, kết quả thí sinh đi tiếp hay bị loại sẽ được xác định trên số lượng bình chọn của khán giả ban đầu. Từ liveshow này, BTC sẽ không công bố tỉ lệ bình chọn của các thí sinh (nhóm thí sinh) mà chỉ công bố kết quả cuối cùng.
Tiết mục dự thi
| Thứ tự | Hạng mục             | GK chủ quản     | Mã số bình chọn | Thí sinh Nhóm thí sinh      | Bài hát dự thi (Sáng tác) | Kết quả   |
| ------ | -------------------- | --------------- | --------------- | --------------------------- | --- | --------- |
| 1      | Nam, nữ trên 25 tuổi | Đàm Vĩnh Hưng   | 16              | Phạm Uyên Nguyên            | I am the best(Teddy Park)On the floor(Bilal Hajji, Kinda Hamid, Gonzalo Hermosa, Ulises Hermosa, Achraf Janussi, Nadir Khayat, Armando Perez, Geraldo Sandell) Gangnam style (Park Jae-Sang, Yoo Gun-hyung) | Nguy hiểm |
| 2      | Nữ dưới 25 tuổi      | Hồ Ngọc Hà      | 04              | Sevinch Orujova Fagradinova | Xích lô(Võ Thiện Thanh)Taxi(Nguyễn Hải Phong) | An toàn   |
| 3      | Nam, nữ trên 25 tuổi | Đàm Vĩnh Hưng   | 14              | Phạm Thị Hà Vân             | Chuyện như chưa bắt đầu(Hoàng Nhã) | An toàn   |
| 4      | Nam dưới 25 tuổi     | Hồ Quỳnh Hương  | 11              | Phạm Đình Thái Ngân         | Nơi tình yêu bắt đầu(Tiến Minh) | An toàn   |
| 5      | Nam dưới 25 tuổi     | Hồ Quỳnh Hương  | 10              | Nguyễn Bảo Long             | Nỗi đau ngự trị (Lương Bằng Quang) | An toàn   |
| 6      | Nam dưới 25 tuổi     | Hồ Quỳnh Hương  | 09              | Lê Tích Kỳ                  | New divide(Linkin Park) | An toàn   |
| 7      | Nhóm nhạc            | Dương Khắc Linh | 07              | Nhóm O-plus                 | Rolling in the deep(Adele, Paul Epworth)Set fire to the rain(Adele Adkins, Fraser T Smith) Someone like you (Adele, Dan Wilson)                                                                             | An toàn   |
| 8      | Nhóm nhạc            | Dương Khắc Linh | 05              | Nhóm F-band                 | Chim trắng mồ côi (Minh Vy) Anh không đòi quà (Only C) Lỡ hẹn (Hồng Xương Long) Thương nhau lý tơ hồng (Trương Quang Tuấn) Đau xót lý con cua (Hồng Xương Long, Minh Vy)                                    | An toàn   |
| 9      | Nữ dưới 25 tuổi      | Hồ Ngọc Hà      | 02              | Giang Hồng Ngọc             | Lang thang(Tuấn Thành)Một thời đã xa(Trường Huy)Hãy về với em(Thái Hùng) | An toàn   |
| 10     | Nam, nữ trên 25 tuổi | Đàm Vĩnh Hưng   | 13              | Trần Quang Đại              | Tìm lại bầu trời (Khắc Việt) | An toàn   |
| 11     | Nhóm nhạc            | Dương Khắc Linh | 08              | Nhóm FB Boiz                | Xe đạp ơi (Ngọc Lễ) Tóc em đuôi gà (Thế Hiển) Mắt nai cha cha cha (Sỹ Luân) | Bị loại   |

Tiết mục khách mời
| Thứ tự | Khách mời   | Bài hát   | Tác giả                                                   |
| ------ | ----------- | --------- | --------------------------------------------------------- |
| 1      | Nhóm Bee. T | Bang bang | Max Martin, Savan Kotecha, Rickard Goransson, Onika Maraj |

#### Liveshow 5: Bài hát trong mơ (31/08/2014)
Với chủ đề "Bài hát trong mơ", các thí sinh sẽ thể hiện những ca khúc họ mong muốn được trình diễn nhưng chưa từng có cơ hội hoặc những ca khúc các thí sinh chưa từng tưởng tượng mình sẽ hát. 2 thí sinh (nhóm thí sinh) có lượng bình chọn thấp nhất sẽ rơi vào nhóm nguy hiểm, BGK sẽ biểu quyết chọn một trong 2 vào vòng trong, thí sinh (nhóm thí sinh) còn lại sẽ bị loại khỏi cuộc chơi. Trong trường hợp tỉ số của BGK là hòa 2-2, kết quả thí sinh đi tiếp hay bị loại sẽ được xác định trên số lượng bình chọn của khán giả ban đầu.
Tiết mục dự thi
| Thứ tự | Hạng mục             | GK chủ quản     | Mã số bình chọn | Thí sinh Nhóm thí sinh      | Bài hát dự thi (Sáng tác) | Kết quả   |
| ------ | -------------------- | --------------- | --------------- | --------------------------- | --- | --------- |
| 1      | Nhóm nhạc            | Dương Khắc Linh | 07              | Nhóm O-plus                 | Nếu điều đó xảy ra(Ngọc Châu)Rêu phong(Tuấn Khanh) | An toàn   |
| 2      | Nam dưới 25 tuổi     | Hồ Quỳnh Hương  | 11              | Phạm Đình Thái Ngân         | Chỉ là giấc mơ(Microwave) | Nguy hiểm |
| 3      | Nam, nữ trên 25 tuổi | Đàm Vĩnh Hưng   | 16              | Phạm Uyên Nguyên            | The silence (Nadir Khayat, Bilal Hajji, Savan Kotecha) | An toàn   |
| 4      | Nam, nữ trên 25 tuổi | Đàm Vĩnh Hưng   | 14              | Phạm Thị Hà Vân             | Về quê(Phó Đức Phương) | An toàn   |
| 5      | Nữ dưới 25 tuổi      | Hồ Ngọc Hà      | 02              | Giang Hồng Ngọc             | Con cầu xin (Phương Uyên) | An toàn   |
| 6      | Nam, nữ trên 25 tuổi | Đàm Vĩnh Hưng   | 13              | Trần Quang Đại              | Quê hương ba miền(Thanh Sơn) | An toàn   |
| 7      | Nam dưới 25 tuổi     | Hồ Quỳnh Hương  | 10              | Nguyễn Bảo Long             | Price tag(Jessie J, Lukasz Gottwald, Claude Kelly, Bobby Ray Simmons) I'm yours (Jason Mraz) | An toàn   |
| 8      | Nữ dưới 25 tuổi      | Hồ Ngọc Hà      | 04              | Sevinch Orujova Fagradinova | Angel(Sarah McLachlan) | An toàn   |
| 9      | Nam dưới 25 tuổi     | Hồ Quỳnh Hương  | 09              | Lê Tích Kỳ                  | Trả nợ tình xa (Tuấn Khanh) | Bị loại   |
| 10     | Nhóm nhạc            | Dương Khắc Linh | 05              | Nhóm F-band                 | It's now or never(Wally Gold, Aaron Schroeder, Eduardo di Capua) I hate myself for loving you (Desmond Child, Joan Jett) I love rock 'n' roll (Alan Merrill, Jake Hooker) We will rock you (Brian May) | An toàn   |

Tiết mục khách mời
| Thứ tự | Khách mời               | Bài hát             | Tác giả   |
| ------ | ----------------------- | ------------------- | --------- |
| 1      | Vũ Thảo My Bùi Anh Tuấn | Giấc mơ thiên đường | Lê Phương |

#### Liveshow 6: Mỗi ca khúc là một điệu nhảy (14/09/2014)
Với chủ đề này, mỗi thí sinh (nhóm thí sinh) bên cạnh hát phải thể hiện cả những điệu nhảy trên nền nhạc ca khúc đó khi thể hiện phần dự thi của mình. Đây là đêm thi loại cùng lúc 2 thí sinh. 3 thí sinh có số lượng bình chọn tin nhắn từ khán giả thấp nhất sẽ rơi vào nhóm nguy hiểm. Thí sinh có số lượng bình chọn thấp nhất trong 3 thí sinh nguy hiểm sẽ bị loại thẳng, 2 thí sinh còn lại trong nhóm nguy hiểm, BGK sẽ biểu quyết chọn một trong 2 vào vòng trong, thí sinh (nhóm thí sinh) còn lại sẽ bị loại khỏi cuộc chơi cùng với thí sinh có số lượng bình chọn thấp nhất đã loại từ đầu. Trong trường hợp tỉ số của BGK là hòa 2-2, kết quả thí sinh đi tiếp hay bị loại sẽ được xác định trên số lượng bình chọn của khán giả ban đầu.
Tiết mục dự thi
| Thứ tự | Hạng mục             | GK chủ quản     | Mã số bình chọn | Thí sinh Nhóm thí sinh      | Bài hát dự thi (Sáng tác)                                                             | Kết quả   |
| ------ | -------------------- | --------------- | --------------- | --------------------------- | ------------------------------------------------------------------------------------- | --------- |
| 1      | Nữ dưới 25 tuổi      | Hồ Ngọc Hà      | 04              | Sevinch Orujova Fagradinova | Ô mê ly (Văn Phụng)                                                                   | Bị loại   |
| 2      | Nam dưới 25 tuổi     | Hồ Quỳnh Hương  | 11              | Phạm Đình Thái Ngân         | Niệm khúc cuối (Ngô Thụy Miên)                                                        | Nguy hiểm |
| 3      | Nam, nữ trên 25 tuổi | Đàm Vĩnh Hưng   | 16              | Phạm Uyên Nguyên            | Dĩ vãng nhạt nhòa (Nhạc nước ngoài Lời Việt: Khúc Lan)                                | Bị loại   |
| 4      | Nhóm nhạc            | Dương Khắc Linh | 05              | Nhóm F-band                 | Tuổi mộng mơ(Phương Uyên)Cô bé dỗi hờn(Nguyễn Ngọc Thiện)Mắt nai cha cha cha(Sỹ Luân) | An toàn   |
| 5      | Nam, nữ trên 25 tuổi | Đàm Vĩnh Hưng   | 14              | Phạm Thị Hà Vân             | Kiếp nghèo(Lam Phương)                                                                | An toàn   |
| 6      | Nam dưới 25 tuổi     | Hồ Quỳnh Hương  | 10              | Nguyễn Bảo Long             | Bailamos(Enrique Iglesias)                                                            | An toàn   |
| 7      | Nam, nữ trên 25 tuổi | Đàm Vĩnh Hưng   | 13              | Trần Quang Đại              | Đừng nói xa nhau(Châu Kỳ, Hồ Đình Phương)Đôi mắt người xưa(Ngân Giang)                | An toàn   |
| 8      | Nữ dưới 25 tuổi      | Hồ Ngọc Hà      | 02              | Giang Hồng Ngọc             | Hãy nói với em(Nguyễn Hồng Thuận)                                                     | An toàn   |
| 9      | Nhóm nhạc            | Dương Khắc Linh | 07              | Nhóm O-plus                 | The lazy song(Bruno Mars, Philip Lawrence, Ari Levine, K'naan)                        | An toàn   |

Tiết mục khách mời
| Thứ tự | Khách mời       | Bài hát                   | Tác giả     |
| ------ | --------------- | ------------------------- | ----------- |
| 1      | Top 9 thí sinh  | Dance with me             | Nhạc kịch   |
| 2      | Nathan Lee      | MDD                       | Nathan Lee  |
| 3      | Nguyễn Ngọc Anh | Cuốn mãi, trôi xa, tan đi | Phạm Hải Âu |

#### Liveshow 7: Bài hát mới (28/09/2014)
Với chủ đề này, các thí sinh sẽ thể hiện một ca khúc hoàn toàn mới hoặc chưa được phổ biến rộng rãi để gửi tới các khán giả. Liveshow 7 là liveshow đầu tiên áp dụng phần thi sing-off cho các thí sinh (nhóm thí sinh) có số lượng tin nhắn bình chọn trong nhóm nguy hiểm. Theo đó, 3 thí sinh có số lượng bình chọn tin nhắn từ khán giả thấp nhất sẽ rơi vào nhóm nguy hiểm. Thí sinh có số lượng bình chọn thấp nhất trong 3 thí sinh nguy hiểm sẽ bị loại thẳng, 2 thí sinh (nhóm thí sinh) còn lại trong nhóm nguy hiểm sẽ phải hát thêm 1 bài hát Sing-off nữa để thuyết phục 4 giám khảo biểu quyết chọn mình vào vòng trong. Trường hợp biểu quyết hòa, không xác định được người đi tiếp thì sẽ xác định trên tin nhắn bình chọn của khán giả ban đầu.
Tiết mục dự thi
| Thứ tự              | Hạng mục             | GK chủ quản     | Mã số bình chọn | Thí sinh Nhóm thí sinh | Bài hát dự thi (Sáng tác)            | Kết quả   |
| ------------------- | -------------------- | --------------- | --------------- | ---------------------- | ------------------------------------ | --------- |
| PHẦN THI CHÍNH THỨC |                      |                 |                 |                        |                                      |           |
| 1                   | Nhóm nhạc            | Dương Khắc Linh | 07              | Nhóm O-plus            | Khoảng không chơi vơi(Trang Pháp)    | An toàn   |
| 2                   | Nam, nữ trên 25 tuổi | Đàm Vĩnh Hưng   | 13              | Trần Quang Đại         | Ngọc Hà (Minh Vy)                    | An toàn   |
| 3                   | Nam, nữ trên 25 tuổi | Đàm Vĩnh Hưng   | 14              | Phạm Thị Hà Vân        | Quê cũ (Vũ Quốc Việt)                | Nguy hiểm |
| 4                   | Nam dưới 25 tuổi     | Hồ Quỳnh Hương  | 11              | Phạm Đình Thái Ngân    | Rồi từ khi đổi thay (Lê Phương)      | Bị loại   |
| 5                   | Nam dưới 25 tuổi     | Hồ Quỳnh Hương  | 10              | Nguyễn Bảo Long        | Giữa trời bơ vơ(Thiều Bảo Trang)     | An toàn   |
| 6                   | Nữ dưới 25 tuổi      | Hồ Ngọc Hà      | 02              | Giang Hồng Ngọc        | Con sẽ sống vì mẹ(Phương Tuyền)      | An toàn   |
| 7                   | Nhóm nhạc            | Dương Khắc Linh | 05              | Nhóm F-band            | Quái vật không tên (Phạm Toàn Thắng) | Nguy hiểm |
| PHẦN THI SING-OFF   |                      |                 |                 |                        |                                      |           |
| 1                   | Nhóm nhạc            | Dương Khắc Linh | 05              | F-Band                 | Đời người ca sĩTình bạn(Phương Uyên) | Thắng     |
| 2                   | Nam, nữ trên 25 tuổi | Đàm Vĩnh Hưng   | 14              | Phạm Thị Hà Vân        | Phận tơ tằm (Minh Kỳ)                | Bị loại   |

Tiết mục khách mời
| Thứ tự | Khách mời                 | Bài hát          | Tác giả          |
| ------ | ------------------------- | ---------------- | ---------------- |
| 1      | Minh Ngọc, Khương Hoàn Mỹ | When you believe | Stephen Schwartz |

#### Liveshow 8: Bán kết
Trong đêm thi bán kết, các thí sinh (nhóm thí sinh) sẽ trình bày 1 tiết mục tự chọn. 2 thí sinh (nhóm thí sinh) có số lượng tin nhắn bình chọn thấp nhất sẽ phải tham gia vòng Sing-off để thuyết phục giám khảo giữ mình vào vòng chung kết. Trong trường hợp tỉ số của BGK là hòa 2-2, kết quả thí sinh đi tiếp hay bị loại sẽ được xác định trên số lượng bình chọn của khán giả ban đầu.
Tiết mục dự thi
| Thứ tự              | Hạng mục             | GK chủ quản     | Mã số bình chọn | Thí sinh Nhóm thí sinh | Bài hát dự thi (Sáng tác) | Kết quả   |
| ------------------- | -------------------- | --------------- | --------------- | ---------------------- | --- | --------- |
| PHẦN THI CHÍNH THỨC |                      |                 |                 |                        | |           |
| 1                   | Nhóm nhạc            | Dương Khắc Linh | 07              | Nhóm O-plus            | Cảm ơn tình yêu tôi(Phương Uyên) | An toàn   |
| 2                   | Nam, nữ trên 25 tuổi | Đàm Vĩnh Hưng   | 13              | Trần Quang Đại         | Cô hàng xóm (Giang Minh Sơn) | Nguy hiểm |
| 3                   | Nhóm nhạc            | Dương Khắc Linh | 05              | Nhóm F-band            | Ngọn lửa cao nguyên(Trần Tiến)Còn yêu nhau về Buôn Mê Thuột(Nguyễn Cường)Đôi mắt Pleiku(Nguyễn Cường)                                    | An toàn   |
| 4                   | Nam dưới 25 tuổi     | Hồ Quỳnh Hương  | 10              | Nguyễn Bảo Long        | Yêu là thế (Phương Uyên, Thiều Bảo Trang)                                                                                                | Nguy hiểm |
| 5                   | Nữ dưới 25 tuổi      | Hồ Ngọc Hà      | 02              | Giang Hồng Ngọc        | Kim(Y Vân)Let's twist again(Kal Mann, Dave Appel)                                                                                        | An toàn   |
| PHẦN THI SING-OFF   |                      |                 |                 |                        | |           |
| 1                   | Nam, nữ trên 25 tuổi | Đàm Vĩnh Hưng   | 13              | Trần Quang Đại         | Duyên kiếp (Lam Phương) | Bị loại   |
| 2                   | Nam dưới 25 tuổi     | Hồ Quỳnh Hương  | 10              | Nguyễn Bảo Long        | Chốn xưa bình yên(Phương Uyên)Wrecking ball(Lukasz Gottwald, Maureen Anne McDonald, Stephan Moccio, Sacha Skarbek, Henry Russell Walter) | Thắng     |

Tiết mục khách mời
| Thứ tự | Khách mời          | Bài hát               | Tác giả                        |
| ------ | ------------------ | --------------------- | ------------------------------ |
| 1      | Song Tú, Thái Ngân | Just give me a reason | Pink, Jeff Bhasker, Nate Ruess |
| 2      | Lê Tích Kỳ         | Chỉ riêng mình tôi    | Phương Uyên                    |

#### Liveshow 9: Đỉnh vinh quang (19/10/2014)
Liveshow 9 là đêm chung kết xếp hạng có tên gọi "Đỉnh vinh quang". Các thí sinh (nhóm thí sinh) sẽ trình bày lần lượt 2 tiết mục: Hát chung với giám khảo chủ quản và tiết mục tự chọn. Kết quả ngôi vị cao nhất của chương trình hoàn toàn phụ thuộc vào tỉ lệ của khán giả bình chọn trong đêm chung kết.
Tiết mục dự thi
| Thứ tự | Hạng mục         | GK chủ quản     | Mã số bình chọn | Thí sinh / Nhóm thí sinh | Tiết mục dự thi                          | Tiết mục dự thi | Tỉ lệ bình chọn (%)                   | Kết quả                               |
| Thứ tự | Hạng mục         | GK chủ quản     | Mã số bình chọn | Thí sinh / Nhóm thí sinh | Hát cùng GK chủ quản (Sáng tác)          | Bài hát tự chọn (Sáng tác) | Tỉ lệ bình chọn (%)                   | Kết quả                               |
| ------ | ---------------- | --------------- | --------------- | ------------------------ | ---------------------------------------- | --- | ------------------------------------- | ------------------------------------- |
| 1      | Nhóm nhạc        | Dương Khắc Linh | 05              | Nhóm F-band              | Em bị ghiền smartphone (Dương Khắc Linh) | Họa mi hót trong mưa (Dương Thụ) Con chim non (Lý Trọng) Tiếng hát chim đa đa (Võ Đông Điền) Sao em nỡ vội lấy chồng & Ngẫu hứng sông Hồng (Trần Tiến) Không thể và có thể (Phó Đức Phương) | 23,05%                                | Á quân 2                              |
| 2      | Nữ dưới 25 tuổi  | Hồ Ngọc Hà      | 02              | Giang Hồng Ngọc          | Chơi vơi (Phương Uyên, Thiều Bảo Trang)  | Nếu chỉ còn một ngày để sống (Hoài An) | 41,82%                                | Quán quân                             |
| 3      | Nhóm nhạc        | Dương Khắc Linh | 07              | Nhóm O-plus              | Niềm tin phía trước (Dương Khắc Linh)    | Flying without wings (Wayne Hector, Steve Mac) | 35,13%                                | Á quân 1                              |
| 4      | Nam dưới 25 tuổi | Hồ Quỳnh Hương  | 10              | Nguyễn Bảo Long          | BỎ THI VÌ SỨC KHỎE VÀ CHUYỆN GIA ĐÌNH    | BỎ THI VÌ SỨC KHỎE VÀ CHUYỆN GIA ĐÌNH | BỎ THI VÌ SỨC KHỎE VÀ CHUYỆN GIA ĐÌNH | BỎ THI VÌ SỨC KHỎE VÀ CHUYỆN GIA ĐÌNH |

Tiết mục khách mời
| Thứ tự | Khách mời                                      | Bài hát                         | Tác giả                                                        |
| ------ | ---------------------------------------------- | ------------------------------- | -------------------------------------------------------------- |
| 1      | Hồ Quỳnh Hương                                 | Anh Hoang mang Có nhau trọn đời | Xuân Phương Võ Hoài Phúc Đức Trí                               |
| 2      | Đàm Vĩnh Hưng, Quang Đại, Hà Vân, Sử Duy Vương | Tình đời Giã từ Đổi thay        | Vũ Chương, Minh Kỳ Tô Thanh Tùng Kim Tuấn                      |
| 3      | Tốp ca thí sinh NTBA mùa thứ nhất              | Time to say goodbye Tạm biệt    | Francesco Sartori, Lucio Quarantotto, Frank Peterson Ngọc Châu |